# أنولين

[14]Annulene

[18]Annulene

الأنولينات هي هيدروكربونات مترافقة أحادية الحلقة. ولها الصيغة العامة CnHn (حيث n عدد زوجي), أو CnHn+1 (حيث n عدد فردي).

## التسمية
يتم تسمية الأنولينات حسب تسمية IUPAC بحيث يتم تسمية الأنولينات التي بها 7 ذرات كربون أو أكثر [n]أنولين، حيث n هي عدد ذرات الكربون في الحلقة، وعلى الرغم من ذلك فإن الأنولينات البسيطة أحيانا ما يستخدم لها نفس الطريقة للتسمية، والبنزين أحيانا يطلق عليه أنولين.
وأول ثلاث انولينات هي: سيكلو بيوتاديين، بنزين، سيكلو أوكتا ترايين ([8]أنولين). بعض الأنولينات غير ثابتة مثل سيكلو بيوتادايين، سيكلو ديكابنتاين ([10]أنولين), [14]أنولين، وأقلها ثباتا سيكلو بيوتا دايين.
يمكن للأنولينات أن تكون أروماتية  (بنزين، [14], [18]أنولين), أو غير-أروماتية ([8]أنولين), أو ضد-أروماتية (سيكلو بيوتادايين). ويتواجد السيكلو بيوتا دايين والبنزين فقط في حالة مسطحة، بالرغم من أن [14] و[18]أنولين ولهما روابط ثنائية متبادلة (الهيدروجين بداخل الحلقة) يمكن أن يصل إلى الشكل المسطح اللازم للأروماتية، حيث يتبع [14] و[18]أنولين قاعدة هوكل ولهما 4n+2 إلكترونات باي. [14]أنولين يعاني من بعض إجهاد الحلقة نتيجة الإعاقة الفراغية. ولا يوجد أي من الأنولينات له ثبات مثل البنزين.

## معرض صور

## وصلات خارجية
- NIST كتاب الكيمياء على الشبكة - [18]أنولين
- بناء [14], [18] أنولين